# The Case of the Howling Dog
The Case of the Howling Dog é um livro do gênero thriller jurídico escrito por Erle Stanley Gardner, foi publicado em 1934. É o 4º livro protagonizado por Perry Mason.

## Enredo
Arthur Cartright procura Perry Mason para falar-lhe sobre um testamento e sobre um cachorro, que uivava constantemente, Cartright diz que o cão somente uivava porque era induzido a isso pelo dono, Clinton Foley, Cartright teme que ocorra uma morte em Milpas Drive o lugar onde vive, por conta de uma lenda urbana que reza isso. Foley e Cartright são vizinhos, o primeiro de aproximadamente 40 anos vive no 4889 da Milpas Drive com sua esposa, Evelyn Foley, e o cozinheiro chinês Ah Wong e a governanta Mrs. Benton de apenas 27 anos, já o segundo vive sozinho com sua governanta surda. Porém acaba-se constatando que Clinton Foley é na verdade Clinton Forbes, e que a atual Mrs. Forbes, é na verdade Paula Evelyn Cartright que nunca foi casada com Foley, ou Forbes, Evelyn é na verdade a ex-mulher de Cartright, a qual lhe abandonou para fugir com Forbes, ou Foley, a primeira Mrs. Forbes está desaparecida. Porém acaba-se mudando o quadro significativamente, quando Evelyn abandona Forbes para fugir com o ex-marido Arthur Cartright. O que ninguém podia imaginar, é que Forbes seria assassinado, junto ao cão, Prince, que foi o causador de todos os problemas. O dever de Perry Mason é defender Bessie Forbes, a esposa abandonada por Clinton Forbes. 

### Personagens
- Clinton Forbes/Foley-Homem de 40 anos, que fugiu com a esposa do vizinho anos atrás, Forbes tem um cachorro que ele nega que uive, porém Forbes e o cão são assassinados. [1]
- Evelyn Foley/Paula Evelyn Cartright-Ex-mulher de Cartright que fugiu com Forbes, esteve doente e de cama, Cartright insistia que Foley fazia o cão uivar, como agouro para Evelyn.
- Arthur Cartright-Cliente de Perry Mason de 32 anos de idade, insiste que o cachorro de Forbes uiva todas as noites, Cartright e Forbes são vizinhos, porém não tem uma boa relação.
- Mrs. Bessie Forbes-Mulher que Forbes abandonou, está desaparecida desde então, quando volta a aparecer é acusada de assassinar seu marido infiel, além do cão uivador.
- Mrs. Thelma Benton-Mulher de 27 anos de idade, governanta de Foley/Forbes, no passado havia sido secretária do morto. Perry Mason suspeitou que Mrs. Benton e Mr. Forbes tivessem um caso.
- Pete Dorcas-Funcionário da Promotoria, procura acusações contra Cartright a pedido de Forbes.
- Delegado Pemberton-Delegado que acompanhou Mason durante as investigações.
- Samuel Marson-taxista que teria levado Bessie Forbes ao local do crime.
- Cari Trask-Amigo de Thelma Benton que constituía a única testemunha dos álibis da mesma. Trask não participa da história, mas é citado várias vezes.

#### Outros personagnes
Além de Perry Mason, participam da história, Della Street, Paul Drake, o Promotor Claude Drumm e o Juiz Markham.

### Trechos
(...)"- Isso diz ele - continuou Mason obstinadamente - mas enquanto você não entrevistar estas testemunhas, não poderá saber qual dos dois é louco. Talvez seja Foley."(...)[Perry Mason para Pete Dorcas]
(...)"- Você arrisca-se muito - disse o detective. - É melhor que eu vá consigo, e você deve pelo menos levar uma arma.
- Eu levo os meus dois punhos e a minha esperteza. Com eles é que eu luto. As vezes levo uma arma, mas nunca faço uso dela. Isto acostuma mal. Ensina a pessoa a fiar-se inteiramente na arma. A força deveria ser um último recurso."(...)[Perry Mason para Paul Drake]
(...)"- Que diabo! - exclamou Perry Mason fatigado. - Até agora eu estive fazendo quase todo o seu trabalho de detective. Não vou fazê-lo todo. É você quem ganha um ordenado para isso e não eu."(...)[Perry Mason para Sargento Holcomb]
(...)"Perry Mason levantou-se e com a cabeça inclinada para a frente e os dedos enfiados nas
cavas do colete, começou a passear pelo escritório. De repente, voltou-se rápido para
Della Street.
- Consiga um frasco deste perfume. O preço não importa. Arrombe a loja se for preciso,
mas veja se o consegue, o mais depressa possível. Volte depois para o escritório e
espere até que eu dê notícias."(...)[Perry Mason para Della Street]

## Representações

### O episódio da série Perry Mason
Foi o  62º episódio da série Perry Mason da CBS, o episódio foi exibido em 11 de Abril de 1959 às 19:30 com duração de 60 minutos.

#### Elenco
- Raymond Burr como Perry Mason
- Barbara Hale como Della Street
- William Hopper como Paul Drake
- William Talman como Hamilton Burger
- Ray Collins como Tenente Tragg
- Ann Rutherford como Evelyn Forbes
- Fintan Meyler como Thelma Brent
- Robert Ellenstein como Arthur Cartright
- Elaine Edwards como Polly Forbes
- Gregory Walcott como Bill Johnson
- John Holland	como Clinton Forbes
- Tom Greenway	como Rod Andrews
- Grace Raynor	como Marilyn Storm
- Ed Prentiss como Dr. Bayliss
- S. John Launer como Judge Markham

#### Produção executiva
Uma distribuição Paisano Productions e Columbia Broadcasting System
- Roteiro: Erle Stanley Gardner
- Adaptação de Roteiro: Seeleg Lester
- Direção: William D. Russel